# Shantiganj
Dakshin  Sunamganj è un sottodistretto (upazila) del Bangladesh situato nel distretto di Sunamganj, divisione di Sylhet. Si estende su una superficie di 303,17 km² e conta una popolazione di 183.881 abitanti (dato censimento 1991).